# Sân bay quốc tế Bender Qassim
Sân bay quốc tế Bender Qassim (IATA: BSA, ICAO: HCMF), cũng gọi là Sân bay Bossaso hay Sân bay Bosasso, là sân bay lớn thứ 2 ở Somalia. Sân bay này nằm ở bên ngoài thành phố Boosaaso tại tọa độ 49° 9' 0" độ kinh đông và 11° 16' 32" độ vĩ bắc. Hiện sân bay này đang được xây thêm một nhà ga và một đường cất hạ cánh mới.

## Các hãng hàng không và các tuyến điểm
- Daallo Airlines (Addis Ababa, Burao, Djibouti City [via Burao], Hargeisa, Jeddah, Dubai, London, Paris via Djibouti)
- Djibouti Airlines (Djibouti City, Hargeisa, Dubai, Sharjah)
- Jubba Airways (Mogadishu)